# Nicola Coughlanová
Nicola Mary Coughlanová (nepřechýleně Nicola Coughlan; * 9. ledna 1987) je irská filmová a televizní herečka. Je známá svými rolemi Clare Devlinové v sitcomu televizní stanice Channel 4 Derry Girls a Penelope Featheringtonové v dobovém dramatu stanice Netflix Bridgertonovi.

## Život
Nicola Coughlanová se narodila 9. ledna 1987 v Galway v Irsku a vyrostla v Oranmore. Ve věku pěti let, když sledovala svou starší sestru ve školní hře, se rozhodla stát se herečkou. Navštěvovala herecké kroužky na základní škole a na střední škole Calasanctius College. Později vystudovala angličtinu a klasická studia na National University of Ireland v Galway.   Poté pokračovala v hereckém vzdělání v Anglii na Oxford School of Drama a Birmingham School of Acting. Žije v Londýně.

## Film a televize
Ve deseti letech si zahrála malou roli v akčním thrilleru Válka mého bratra. V roce 2004 začala svou kariéru rolí v krátkém filmu Toma Collinse The Phantom Cnut, komedii o pomstě. V následujících letech hrála různé dabingové role v animovaných seriálech. Kvůli finančním potížím a depresím se musela Coughlanová vrátit k rodině do Irska. 
V roce 2018 byla obsazena do průlomové role Clare Devlinové, jednu z hlavních postav seriálu Derry Girls. Tento sitcom se odehrává v Derry v Severním Irsku v 90. letech 20. století v průběhu takzvaných Nepokojů. Seriál byl vysílán v lednu a únoru 2018 na stanici Channel 4. Po uvedení na streamovací platformě Netflix v prosinci téhož roku seriál získal mezinárodní publikum a okamžitou popularitu.
V roce 2019 bylo oznámeno, že Coughlanová byla obsazena do seriálu Bridgertonovi, který měl premiéru v prosinci 2020. V tomto dobovém dramatickém seriálu založeném na stejnojmenném knižního bestselleru Julie Quinnové si zahrála roli Penelope Featheringtonové.

## Aktivismus
V roce 2018 se Nicola Coughlanová objevila na jevišti v inscenaci The Prime of Miss Jean Brodie v londýnském nezávislém divadle Donmar Warehouse. Na základě této zkušenosti napsala článek pro The Guardian, v němž vyzývala k vymýcení sexistického zaměření na ženské tělo v praxi divadelní kritiky.   V následujícím roce se znovu dostala na titulní stránky, když se ohradila vůči komentáři bulvárního deníku Daily Mirror o jejím vzhledu při udělování televizních cen British Academy Television Awards v roce 2019. V červenci 2020 vydražila šaty Alex Perryové za částku 5 000 eur. Prostředky šly na irský dětský hospic Laury Lynnové, který poskytuje služby specializované paliativní a podpůrné péče.
V únoru 2019 se zúčastnila performance, při které přešlo 28 žen se svými kufry v čele s Nicolou Coughlanovou přes londýnský Westminster Bridge, aby požadovaly dekriminalizaci potratů v Severním Irsku. Číslo představovalo odhadovaný počet žen týdně, které musí cestovat do Anglie, aby mohly absolvovat potrat.
Dne 26. června 2020 Coughlanová a její kolegyně ze seriálu Derry Girls předvedly skeč se Saoirse Ronanovou pro speciální sbírku irské stanice RTÉ. Výtěžek z představení šel na podporu občanů nejvíce zasažených pandemií covidu-19.

## Filmografie

### Film
| Rok  | Název            | Role              | Poznámky     |
| ---- | ---------------- | ----------------- | ------------ |
| 2004 | The Phantom Cnut | Katie             | krátký film  |
| 2023 | Barbie           | diplomatka Barbie |              |
| 2023 | Seize Them!      | Humble Joan       | postprodukce |

### Televize
| Rok        | Název                 | Role                      | Poznámky                     |
| ---------- | --------------------- | ------------------------- | ---------------------------- |
| 2012       | Doctors               | Marie Callaghanová        | díl: „Every End Has a Start“ |
| 2018       | Harlots               | Hannah Daltonová          | hostující role               |
| 2018–2022  | Derry Girls           | Clare Devlinová           | hlavní role                  |
| 2020–dosud | Bridgertonovi         | Penelope Featheringtonová | hlavní role                  |
| 2021       | RuPaul's Drag Race UK | sama sebe                 | hostující porotkyně          |